# Vehicles and Animals
Vehicles and Animals è l'album di debutto della rock band britannica Athlete, pubblicato il 7 aprile 2003. Nello stesso anno venne candidato al Mercury Music Prize.
La raccolta è stata distribuita sotto il sistema Copy Control in alcune regioni del Regno Unito. Dall'album vennero inoltre estratti quattro singoli: You Got the Style, Beautiful, El Salvador e Westside. You Got the Style, pubblicato il 10 giugno 2002, venne nuovamente divulgato come singolo il 22 settembre dell'anno successivo.
Tutti i brani sono stati scritti dai membri della band.

## Tracce
1. El Salvador - 3:25
2. Westside - 4:00
3. One Million - 4:17
4. Shake Those Windows - 5:04
5. Beautiful - 3:47
6. New Project - 3:37
7. You Got the Style - 3:28
8. Vehicles & Animals - 3:52
9. Out Of Nowhere - 3:11
10. Dungeness - 4:17
11. You Know - 4:11
12. Le Casio - 2:29

### Bonus tracks: U.S. edition
- A Few Differences (b-side di You Got the Style)
- You Got The Style (Promo Video)

## Distribuzione
| Nazione     | Data           | Etichetta       | Formato    | Catalogo  |
| ----------- | -------------- | --------------- | ---------- | --------- |
| Regno Unito | 7 aprile 2003  | Parlophone      | LP         | 582 2911  |
| Regno Unito | 7 aprile 2003  | Parlophone      | CD         | 582 2912  |
| Regno Unito | 7 aprile 2003  | Parlophone      | CD digipak | 584 2112  |
| Stati Uniti | 18 maggio 2004 | Astralwerks     | CD         | ASW 82291 |
| Australia   | 14 marzo 2005  | Capitol Records | CD         | 582 3412  |